# Lin Shih-chia
Lin Shih-chia (née le 20 mai 1993) est une archère taïwanaise. Elle est double médaillée d'argent aux championnats du monde de tir à l'arc.

## Biographie
Lin Shih-chia fait ses débuts au tir à l'arc en 2005. Ses premières compétitions internationales ont lieu en 2008. Son premier titre mondiale est chez les moins de 18 ans dans l'épreuve par équipe en 2008.  En 2015, elle remporte l'argent des épreuves de tir à l'arc individuelle femme et par équipe femme lors des championnats du monde.

## Palmarès
- Jeux olympiques
  - 17e à l'épreuve individuelle femme  aux Jeux olympiques d'été de 2016 à Rio de Janeiro.
  -  Médaille de bronze à l'épreuve par équipe femme aux Jeux olympiques d'été de 2016 à Rio de Janeiro (avec Le Chien-ying et Tan Ya-ting).

- Championnats du monde[1]
  -  Médaille de bronze à l'épreuve par équipe femme aux championnats junior moins de 18 ans de 2008 à Antalya.
  -  Médaille d'argent à l'épreuve individuelle femme aux championnats junior moins de 18 ans de 2008 à Antalya.
  -  Médaille de bronze à l'épreuve par équipe femme aux championnats junior de 2011 à Legnica.
  -  Médaille d'argent à l'individuelle femme aux championnats du monde 2015 à Copenhague.
  -  Médaille d'argent à l'épreuve par équipe mixte aux championnats du monde 2015 à Copenhague (avec Kuo Cheng-wei).
  -  Médaille de bronze à l'épreuve par équipe femme aux championnats du monde de 2017 à Mexico (avec Tan Ya-ting et Lin Yu-hsuan).

- Coupe du monde[1]
  -  Médaille de bronze à l'épreuve par équipe mixte à la coupe du monde 2013 de Wrocław.
  -  Médaille d'or à l'épreuve par équipe femme à la coupe du monde 2016 de Shanghai.
  -  Médaille d'argent à l'épreuve individuelle femme aux coupe du monde 2017 de Antalya.

- Universiade[1]
  -  Médaille d'or à l'épreuve par équipe femme aux Universiade d'été de 2015 de Gwangju.

- Championnats d'Asie[1]
  -  Médaille d'argent à l'épreuve par équipe femme aux championnats d'Asie de 2013.